# Bellengreville (Seine-Maritime)
Bellengreville település Franciaországban, Seine-Maritime megyében. Lakosainak száma 471 fő (2022. január 1.). Bellengreville Ancourt, Envermeu, Saint-Nicolas-d’Aliermont, Sauchay és Petit-Caux községekkel határos.

## Népesség
A település népességének változása:
| Lakosok száma | 458  | 473  | 487  | 476  | 474  | 474  | 473  | 472  | 471  |
|               | 2013 | 2015 | 2016 | 2017 | 2018 | 2019 | 2020 | 2021 | 2022 |